# Наследственная механика
Наследственная механика — раздел механики сплошных сред, в котором изучаются такие процессы, когда состояние механической системы зависит от истории произведённых над системой действий. Математическим аппаратом наследственной механики являются теория интегральных уравнений, дробные дифференциальные уравнения. Основным объектом изучения наследственной механики являются вязкоупругие среды и материалы.